# Bryobia nasrvasensis
Bryobia nasrvasensis är en spindeldjursart som beskrevs av Bagdasarian 1960. Bryobia nasrvasensis ingår i släktet Bryobia och familjen Tetranychidae. Inga underarter finns listade.